# Sandby borg
Sandby borg est l'un des quinze forts de l'Âge du fer recensés sur l'île d'Öland en Suède. Il se trouve à environ 2 kilomètres au sud-est du village de Södra Sandby, paroisse de Sandby, dans le sud d'Öland. Il est également à proximité du village de Gårdby.
À partir de 2011, le fort a fait l'objet de fouilles dont les résultats montrent qu'il a été le théâtre d'un massacre à la fin du Ve siècle. Les victimes du massacre n'ont jamais été enterrées mais ont été retrouvées à l'endroit où elles sont tombées, à l'intérieur des maisons et dispersées dans les rues du fort. La recherche archéologique a abouti à un véritable instantané, offrant de nouvelles perspectives sur la violence et les conflits dans l'Âge du Fer mais aussi sur la vie quotidienne dans le fort. 

## Emplacement et superficie
Le fort de Sandby borg est situé près de la côte sud-est d'Öland. Aujourd'hui, la structure se compose d'un mur en pierre ovale érodé de deux à trois mètres de hauteur entourant une zone d'environ 5 000 m2. Les murs sont fabriqués à partir de pierre calcaire locale avec un remplissage de blocs erratiques et de cailloux. Trois portes sont visibles à travers des dépressions peu profondes dans le mur et une quatrième porte est suggérée par des traces de cultures visibles dans les vues aériennes du site. Le mur original aurait eu quatre mètres de large et aurait mesuré environ quatre à cinq mètres de haut. Des photographies aériennes et des relevés géophysiques de l'intérieur du fort ont révélé des structures de pierre, interprétées comme les murs de 53 maisons. Leurs dispositions sont similaires à celles de plusieurs autres forts d'Öland, par exemple Eketorp, avec des maisons directement placées à l'intérieur du mur d'enceinte et un bloc central entouré par une rue. 

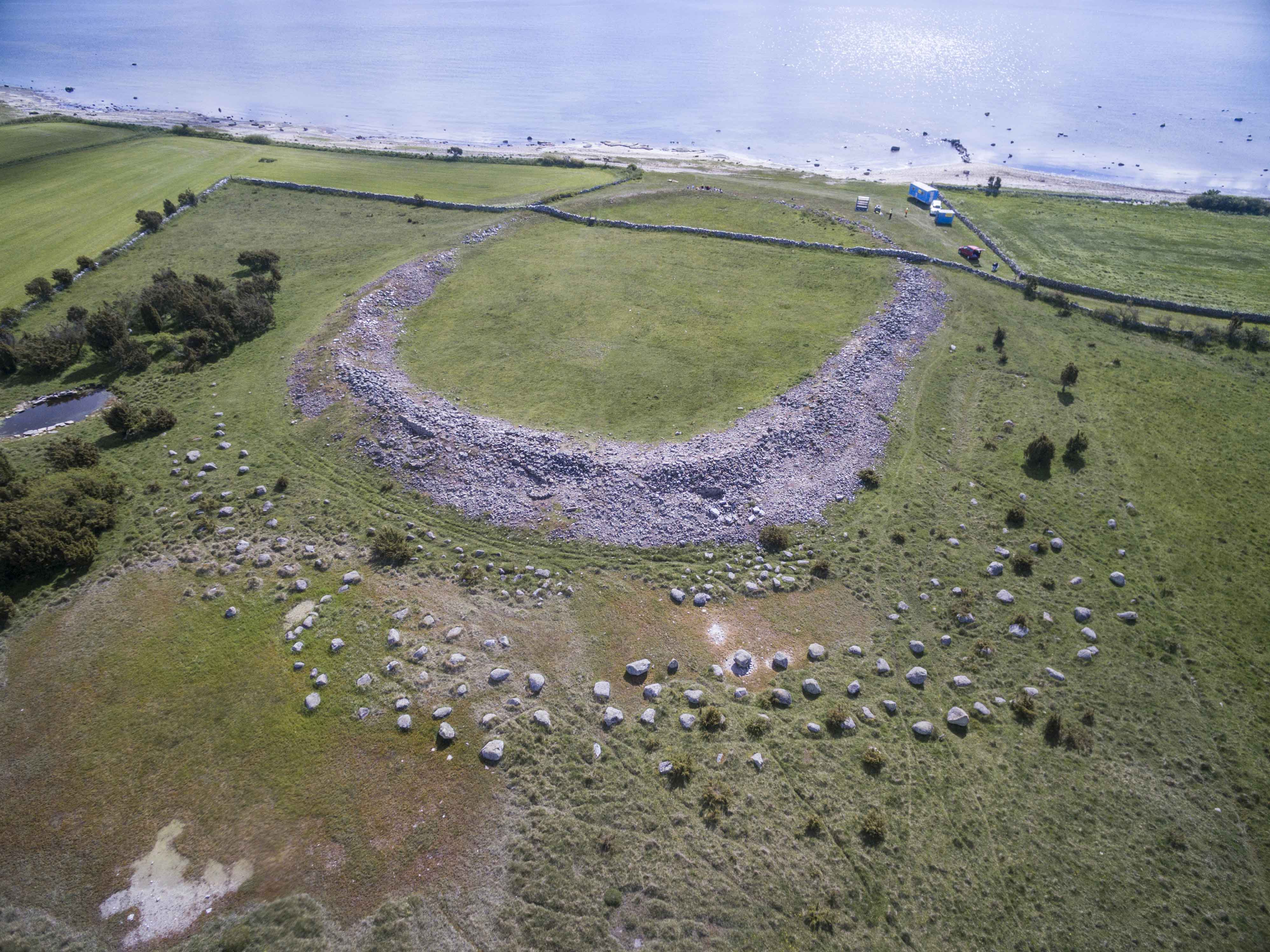
Sandby borg vu de l'ouest. Remarquez la structure de blocs erratiques qui entoure le périmètre ouest du fort. Photographie : Sebastian Jakobsson.

À l'ouest du fort se trouve une structure composée de nombreuses rangées de gros blocs erratiques régulièrement positionnés qui faisaient probablement partie de la structure défensive du fort (voir l'image).

## Les fouilles archéologiques
Des fosses de pillage y ont été découvertes lors des premiers travaux géophysiques par Andreas Viberg au printemps 2010. Cela a conduit les autorités de la commission du patrimoine à lancer une prospection par détecteur de métaux sur l'ensemble du site en août 2010. Cinq dépôts de bijoux de la période des Migrations ont été découverts cachés dans des maisons du bloc central du fort. Chaque dépôt contenait une broche en argent doré ainsi que divers éléments tels que des perles de verre, des anneaux et des pendentifs en argent. Les broches sont des articles de prestige de très haute qualité, généralement en argent doré et recouverts d'un décor animalier. Les broches, probablement des ensembles de bijoux aristocratiques féminins, sont décorées dans le Style de Salins et avec des décors spiralés. En termes typologiques, ils peuvent être datés des années 450-510 de notre ère. 
Des fouilles ont été entreprises par le musée du comté de Kalmar chaque année depuis 2011. Dès la première campagne, des restes humains ont été trouvés à l'intérieur des maisons, montrant qu'un événement violent s'était produit sur le site, probablement à la fin du Ve siècle. Après la campagne de fouilles de 2017, environ 9 % du site ont été fouillés, dont trois des 53 maisons[réf. nécessaire]. Les résultats montrent des instantanés fascinants de la vie quotidienne au fort ainsi que la preuve d'un massacre brutal, avec au minimum 26 cadavres dont 9 sont représentés par des corps plus ou moins complets. Les victimes vont des petits enfants aux personnes âgées. De nombreux squelettes montrent clairement des traces de coups portés par des armes contondantes et tranchantes, généralement infligées par le dessus ou par-derrière. Ceci suggère que les meurtres ont eu lieu durant une exécution plutôt qu'une bataille. Le fait que les corps n'ont pas été enterrés mais ont été trouvés là où ils sont tombés a créé une source unique de matériel archéologique et montre un instantané de la violence durant la période des Migrations. Le riche assemblage d'artefacts rassemblés à partir des fouilles et des sondages comprend des articles de la vie quotidienne tels que des poteries et des outils, ainsi que des articles plus distingués et prestigieux tels que des biens en argent et en or, du verre romain importé et deux pièces d'or romaines (solidi).

## Le projet de recherche
Les fouilles de Sandby borg ont commencé à une très petite échelle. Elles furent financées dans les premières années par le musée du comté de Kalmar en collaboration avec les autorités locales[réf. nécessaire]. En décembre 2014, le projet a recueilli des fonds via Kickstarter lors d'une campagne pour financer les fouilles en 2015,. Le projet comprenait la fouille complète de la Maison no 40 où plusieurs squelettes ont été trouvés lors de précédentes campagnes. L'objectif était de recueillir 400 000 couronnes suédoises et la campagne Kickstarter a réussi à amasser 465 619 couronnes avant la date limite de minuit le 31 décembre 2014. La fouille a été réalisée en juin 2015.
Entre 2016 et 2018, le projet est financé par la Banque de Suède, avec pour objectif la fouille et l'analyse ostéologique et bioarchéologique des ossements humains afin de mieux comprendre la démographie des victimes du massacre de Sandby borg. Ce financement a permis la fouille complète de la Maison 4 en 2016 et de la Maison 52 en 2017[réf. nécessaire]. 
Le projet de recherche de Sandby Borg est dirigé par les archéologues Helena Victor et Ludvig Papmehl-Dufay du musée du comté de Kalmar. L'archéologue et anthropologue physique Clara Alfsdotter du musée du Bohuslän est responsable de l'analyse ostéologique, en collaboration avec le professeur Anna Kjellström du Laboratoire de Recherche Ostéologique de l'Université de Stockholm. Les analyses bioarchéologiques sont effectuées sous la supervision de Gunilla Eriksson, Kerstin Lidén et Anders Götherström du Laboratoire de Recherche Archéologique de l'Université de Stockholm. Un sous-projet de recherche sur le patrimoine culturel et l'impact sociétal de Sandby borg est dirigée par Bodil Petersson de l'Université Linnaeus. Le développement numérique de la documentation de travail sur le terrain est dirigé par Nicholas Nilsson et Fredrik Gunnarsson du musée du comté de Kalmar. Depuis 2014, le projet a également engagé un photographe professionnel, Daniel Lindskog et un vidéaste, Sebastian Jakobsson. Les artefacts matériels recueillis au cours des fouilles sont restaurés par le restaurateur Max Jahrehorn d'Oxider.

## Galerie photo

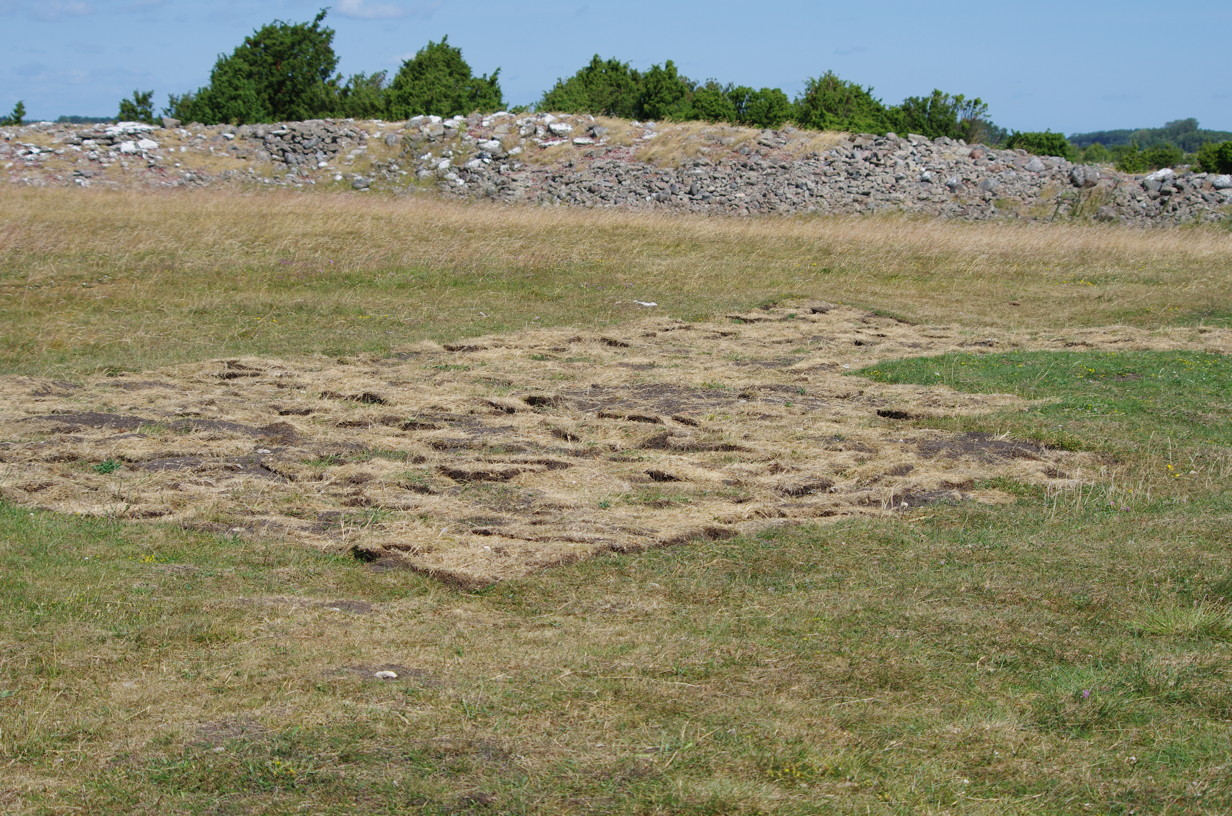
Nord-Ouest de Sandby Borg. Notez l'emplacement de la fouille rebouchée au milieu de la photo.
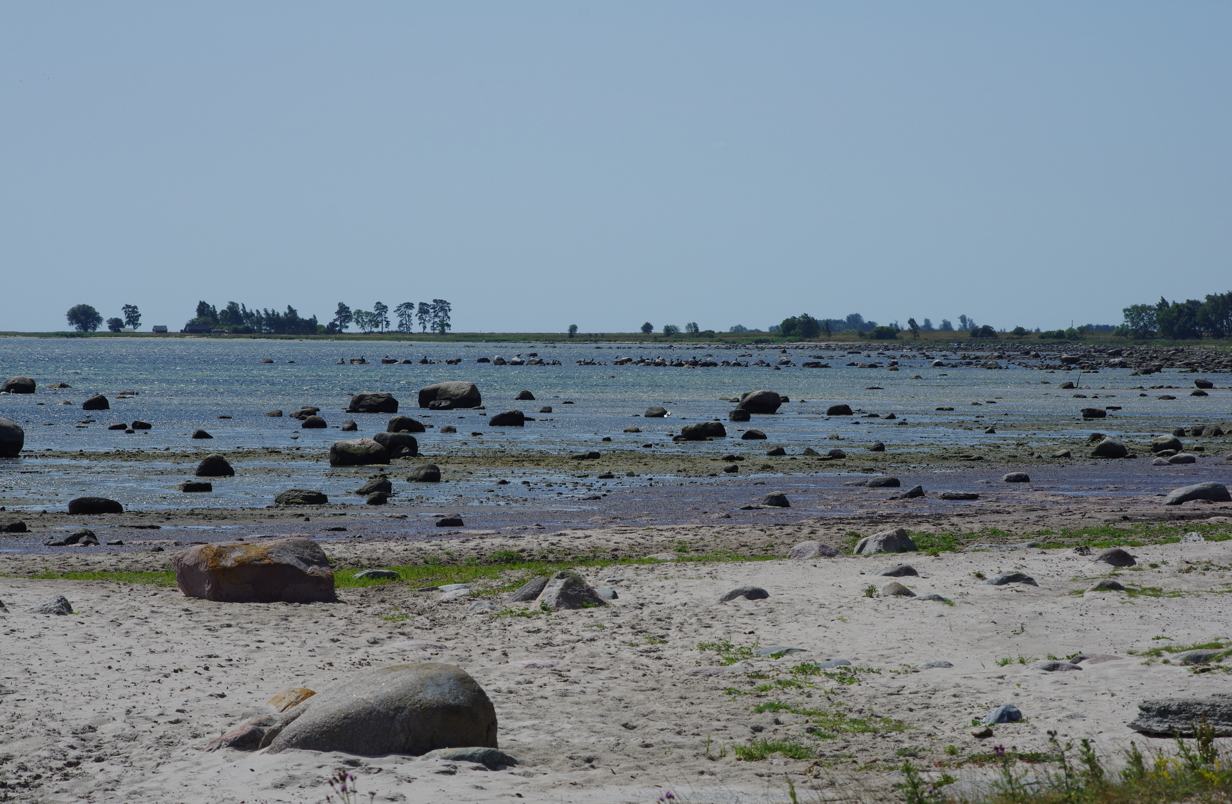
Les eaux peu profondes près de Sandby Borg.
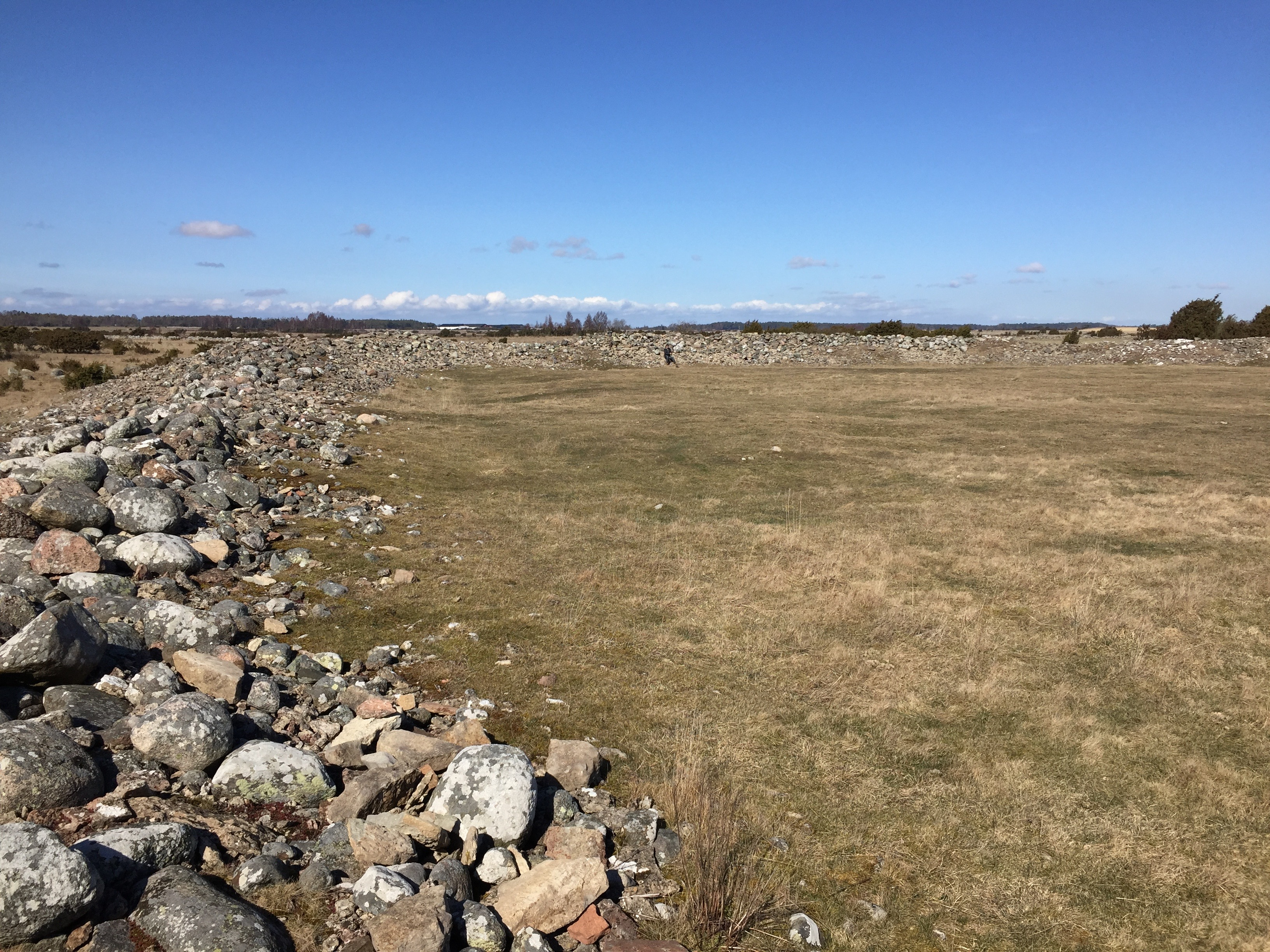
Sandby Borg vu de l'intérieur, en direction du nord-ouest.
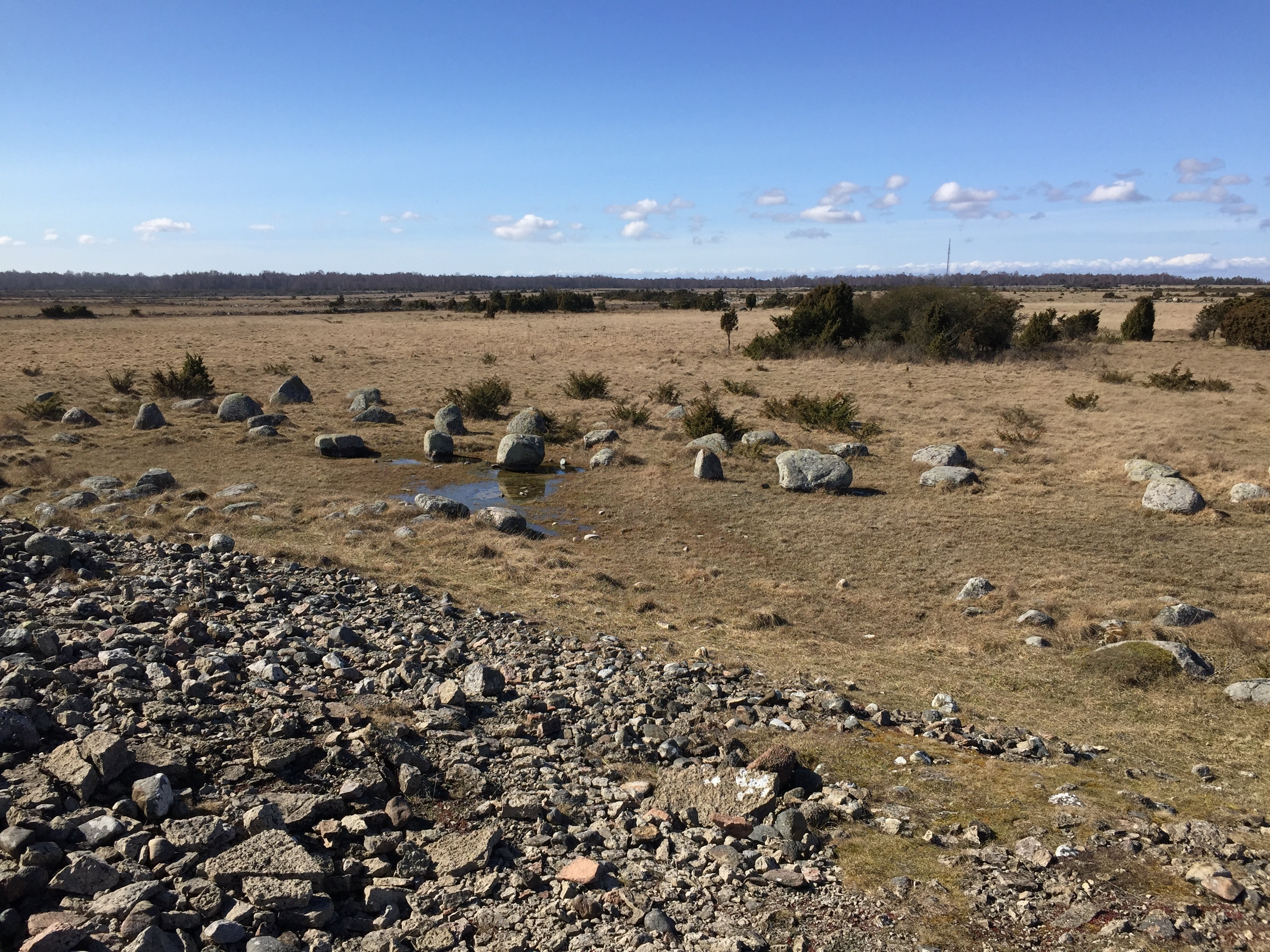
Extérieur du mur d'enceinte sur le côté ouest.
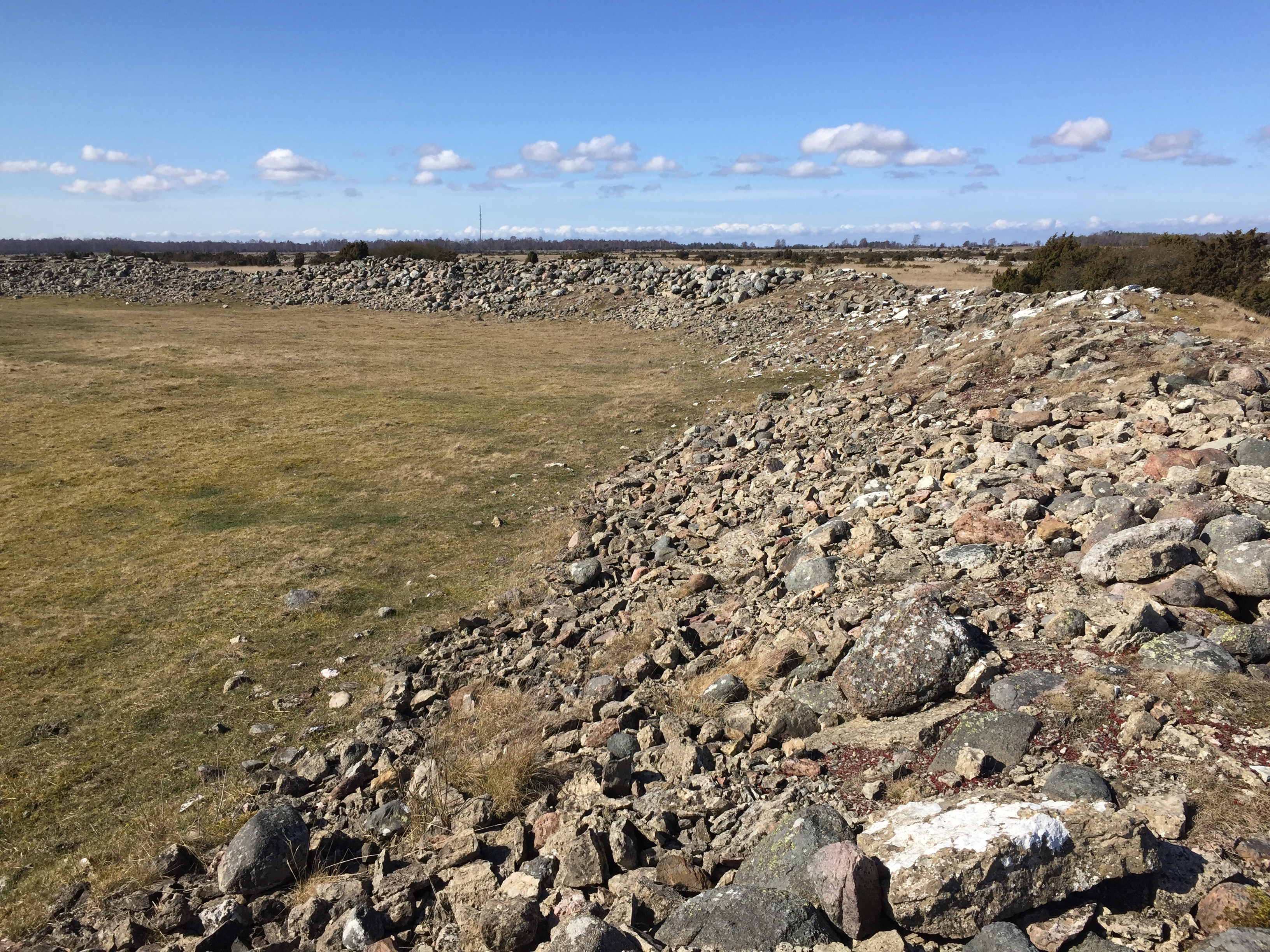
Sandby Borg vu de l'intérieur, au sud-ouest du fort.